# Acalolepta niasensis
Acalolepta niasensis là một loài bọ cánh cứng trong họ Cerambycidae.